# Christliche Gewerkschaft für Industrie, Handel und Gewerbe
Die Christliche Gewerkschaft für Industrie, Handel und Gewerbe (CMV) war bis 1990 unter dem Namen Christlicher Metallarbeiterverband der Schweiz, Fédération chrétienne des ouvriers sur métaux de la Suisse (FCOM), Federazione cristiana degli operai metallurgici della Svizzera (FCOM) bekannt und gehörte zu den grösseren Gewerkschaften des Christlichnationalen Gewerkschaftsbundes der Schweiz (CNG). In den 1970er Jahren zählte er mehr als 30.000 Mitglieder. 1998 fusionierte der CMV mit der Gewerkschaft Syna, die sich unter das Dach des CNG stellte.

## Geschichte
Der CMV wurde 1905 als Gegenbewegung zu den sozialistisch orientierten Gewerkschaften gegründet. Aus dem gleichen Grund hatte sich schon 1899 der Christliche Holz- und Bauarbeiterverband (CHB) gebildet. 1907 schloss sich der CMV dem Christlichnationalen Gewerkschaftsbund (CNG) an. Er war vor allem in der Ostschweiz aktiv und konnte ab 1916 im Mittel- und Oberwallis Fuss fassen. Die 100 bis 140 Sektionen hatten durchschnittlich je 200 Mitglieder. 1986 waren 40 Personen als Lokalsekretäre und im Zentralsekretariat beschäftigt.
1992 schloss sich der Christliche Transport-, Handels- und Lebensmittelpersonalverband (CTHL), 1993 der (1920 gegründete) Schweizerische Verband evangelischer Arbeitnehmer (SVEA) und 1994 der Christliche Chemie-Textil-Bekleidungs-Papier-Personalverband (CTB) dem CMV an. 1998 fusionierten CHB, CMV, der Landesverband freier Schweizer Arbeitnehmer (LFSA) und die Schweizerische Grafische Gewerkschaft (SGG) zur Gewerkschaft Syna.

## Zweck des Vereins
Gemäss seinen Statuten vereinigte der CMV Frauen und Männer, welche sich für eine gerechte und demokratische Sozial- und Wirtschaftsordnung einsetzen wollten. Er war dem christlichen Sozialdenken verpflichtet und richtete sein gewerkschaftliches Handeln nach seiner Grundsatzerklärung aus, die den Vorrang der Arbeit vor dem Kapital festhielt. Der Verband wollte sich für eine aktive und qualitative Beschäftigungspolitik einsetzen und für gerechte Lohn-, Arbeits- und Lebensbedingungen kämpfen. Gesamtarbeitsverträge sollten im Interesse der Arbeitnehmerinnen und Arbeitnehmer abgeschlossen werden. Diese sollten bei Kollektivstreitigkeiten vertreten und unterstützt werden. Der CMV setzte sich für eine arbeitnehmer- und familienfreundliche Sozial- und Wirtschaftsgesetzgebung und die Mitbestimmungsrechte der Arbeitnehmerschaft ein. Er förderte die berufliche, gesellschafts- und wirtschaftspolitische Bildung und unterhielt einen Rechtsschutzdienst. Er informierte die Mitglieder mittels Gewerkschaftspresse und CMV-Schriften und die Arbeitnehmerschaft mittels Presse und Massenmedien. Er war konfessionell und parteipolitisch unabhängig.